# Vương Tấn (nhà Minh)
Vương Tấn (chữ Hán: 王琎, ? - ?) tự Khí Chi, người huyện Nhật Chiếu, phủ Thanh Châu, hành tỉnh Sơn Đông , quan viên nhà Minh.

## Cuộc đời
Tấn làu thông kinh sử, nằm lòng kinh Xuân Thu. Ban đầu, Tấn được làm Giáo thụ, có tội, chịu đày đi nơi xa. Cuối thời Hồng Vũ, Tấn nhờ được xét hiền năng, nên được tiến cử, thụ chức Ninh Ba tri phủ. Hằng đêm cứ đến trống canh tư thì Tấn lập tức soi đèn đọc sách, tiếng vang ra ngoài dinh thự. Gần đấy có bọn học trò trọ ngay tại trường, vì thế vào canh tư cũng thức dậy, học tập không dám lười nhác. Tấn quy kết các đền thờ trong dân gian là Dâm từ, đem hủy tất cả, lại hủy cả đền thờ Tam Hoàng; có người hỏi tại sao, Tấn đáp: “Không đáng thờ mà thờ thì gọi là Dâm, không được thờ mà thờ thì gọi là Độc. Chỉ có thiên tử mới được cúng Tam Hoàng, quan dân không được can dự, hủy đi chứ còn ngờ gì nữa?” Tấn tự làm gương tiết kiệm, một ngày bữa cơm có canh cá, ông nói với vợ rằng: “Bà không nhớ đây là lúc tôi chỉ ăn rễ cây à?” Rồi Tấn đòi vợ đổ canh vào hố mà lấp đi, nên người đương thời gọi ông là Mai canh thái thú (thái thú chôn canh).
Yên vương Chu Đệ dấy binh, quân Yên áp sát Trường Giang, Tấn đóng thuyền hạm để cần vương, nhưng việc chưa đến đâu thì Chu Đệ đã chiếm được kinh sư, soán ngôi, tức là Minh Thành Tổ. Vì thế Tấn bị lính vệ bắt trói đến kinh sư. Thành Tổ hỏi: “Đóng thuyền làm gì?” Tấn đáp: “Muốn vượt bể đi Qua Châu, ngăn trở quân đội sang sông.” Nhưng Thành Tổ không bắt tội, tha cho Tấn về quê. Tấn được hưởng trọn tuổi trời, không rõ mất khi nào.